# Ryugyong Hotel
Ryugyong Hotel er en skyskraber i Pyongyang i Nordkorea. Bygningen har 105 etager og er 330 meter. Byggeriet blev påbegyndt i 1987 og stoppede af økonomiske årsager i 1992 men blev genoptaget i april 2008. Eksteriøret var færdig i 2011, det var planlagt at det skulle stå færdigt i 2012 til hundredeåret for Kim Il-sungs fødsel. En delvis åbning var planlagt i 2013, men det blev aflyst.
I 2018 blev der monteret en LED-skærm på den ene side af bygningen, der bruges til at vise animationer og filmscener. I januar 2020 var bygningen fortsat ikke åbnet.